# Mark Steiner
Pour les articles homonymes, voir Steiner.
Mark Steiner (né le 6 mai 1942 dans le Bronx à New York et mort le 6 avril 2020 des suites de la maladie à coronavirus 2019) est un philosophe israélien qui a été professeur de philosophie à l'université hébraïque de Jérusalem où il est spécialiste en philosophie des mathématiques et philosophie de la physique.

## Biographie
Son frère est Richard C. Steiner (en), professeur d'études sémitiques à l'université Yeshiva.
Mark Steiner obtient son Ph.D. à l'université de Princeton en 1972.

### Mort
Mark Steiner est mort le 6 avril 2020 à Jérusalem des suites de la maladie à coronavirus 2019,.

## Travaux
Mark Steiner est surtout connu pour son livre The Applicability of Mathematics as a Philosophical Problem dans lequel il essaye d'expliquer l'utilité historique des mathématiques en physique. L'ouvrage peut être considéré comme une méditation développée relative aux points soulevés par l'article The Unreasonable Effectiveness of Mathematics in the Natural Sciences (en) d'Eugene Wigner. L'éditeur écrit : « Steiner fait valoir que, au contraire, ces lois ont été découvertes en utilisant des analogies mathématiques artificielles, résultant en une image anthropocentrique de l'univers comme « convivial » à la cognition humaine - un défi au dogme retranché du naturalisme ». Mark Steiner est également auteur de l'ouvrage Mathematical Knowledge.